# 실연박물관 (텔레비전 프로그램)
《실연박물관》은 KBS 조이의 텔레비전 프로그램이다.

## 방송 개요
사연자가 가져간 물건에 담긴 여러 가지 이야기를 통하여 공감과 위안을 나누는 프로그램이다.

## 방송 시간
매주 수요일 오후 8:00

## 출연자
- 이소라
- 성시경
- 딘딘